# Leopold Rybakiewicz
Leopold Kazimierz Rybakiewicz (ur. 30 listopada 1929 w Sokółce, zm. 7 lipca 2017 w Białymstoku) – polski działacz partyjny i państwowy, w latach 1976–1985 wicewojewoda białostocki.

## Życiorys
Syn Kazimierza i Jadwigi, w 1940 został zesłany na Syberię. Zdobył wykształcenie wyższe. Został członkiem Polskiej Zjednoczonej Partii Robotniczej, należał też do miejskiego komitetu Frontu Jedności Narodowej w Białymstoku. Od 1975 był zastępcą członka i następnie członkiem Komitetu Wojewódzkiego PZPR w Białymstoku, a od 1978 do 1981 należał do jego egzekutywy. Od 1976 do 1985 z jej ramienia pełnił funkcję wicewojewody białostockiego, w czasie stanu wojennego zasiadał w Wojewódzkim Komitecie Obrony w Białymstoku.
Odznaczony medalem „Zasłużony dla Hajnówki”.
Był żonaty, miał córkę i syna.